# Tunnels de la Croix-Rousse
Les tunnels de la Croix-Rousse sont deux tunnels situés sous les 1er et 4e arrondissements de Lyon, en France, l'un routier ouvert à la circulation le 19 avril 1952 et entièrement réhabilité en 2013, et l'autre, destiné aux modes doux et autobus, ouvert le 5 décembre 2013.

## Localisation
Ils suivent le tracé de la RN6 et relient ainsi les quais des bords du Rhône à ceux des bords de la Saône. Ils traversent de part en part la colline de la Croix-Rousse.

Localisation du tunnel de la Croix-Rousse

## Historique

### L'ancien tunnel
Le premier projet de tunnel sous la Croix-Rousse date de 1845, mais il reste au stade de l'imagination. Dans les années 1930, et après plusieurs propositions, le projet de Lucien Chadenson et de M. Thiollère, respectivement ingénieur de la Ville de Lyon et ingénieur des ponts et chaussées est adopté par la ville. Le projet démarre au début de 1939 et se poursuit jusqu'en 1952, année de l'inauguration.
Le projet répond alors à un besoin important de la ville de Lyon de désengorger le secteur Terreaux - Bellecour, point de convergence de pas moins de douze routes nationales.
Le tunnel se situe à 80 m de profondeur sous le plateau de la Croix-Rousse. 125 000 kg d'explosifs sont utilisés pour le creusement par les 300 ouvriers du chantiers de 1940 à 1948. 15 000 m3 de bois et 15 000 t de ciment servent à la construction et 400 000 m3 de déblais sont évacués, dont une grande partie servira à empierrer l'avenue Jean Mermoz et le port Édouard-Herriot.
À partir de 1949, les puits de ventilation sont creusés et l'aménagement du tunnel se poursuit avec les éclairages, les revêtements et la signalisation entre autres.
Édifiée au XIXe siècle, l'église Saint-Charles de Serin est alors située devant la future entrée côté Saône. Elle est détruite en 1951 et reconstruite l'année suivante au nord de l'entrée du tunnel.
Le tunnel est inauguré par Édouard Herriot le 19 avril 1952.
Après plus de 50 années d'utilisation, le tunnel, de par son ancienneté, subit de fréquentes fermetures, programmées ou non, permettant un entretien léger en attendant des travaux plus lourds.
La chaussée est aménagée en 2x2 voies sans véritable séparation centrale jusqu'à la construction d'un muret en 1999 et son usage est interdit aux véhicules dont le poids total en charge excède 3,5 tonnes, à l'exception des autobus de la ligne C6.
La vitesse est limitée à 50 km/h, ou 30 km/h par temps de pluie, et un radar automatique est installé à sa sortie ouest dans le sens Rhône-Saône.

### Réhabilitation de l'ouvrage

#### Percement d'un nouveau tube

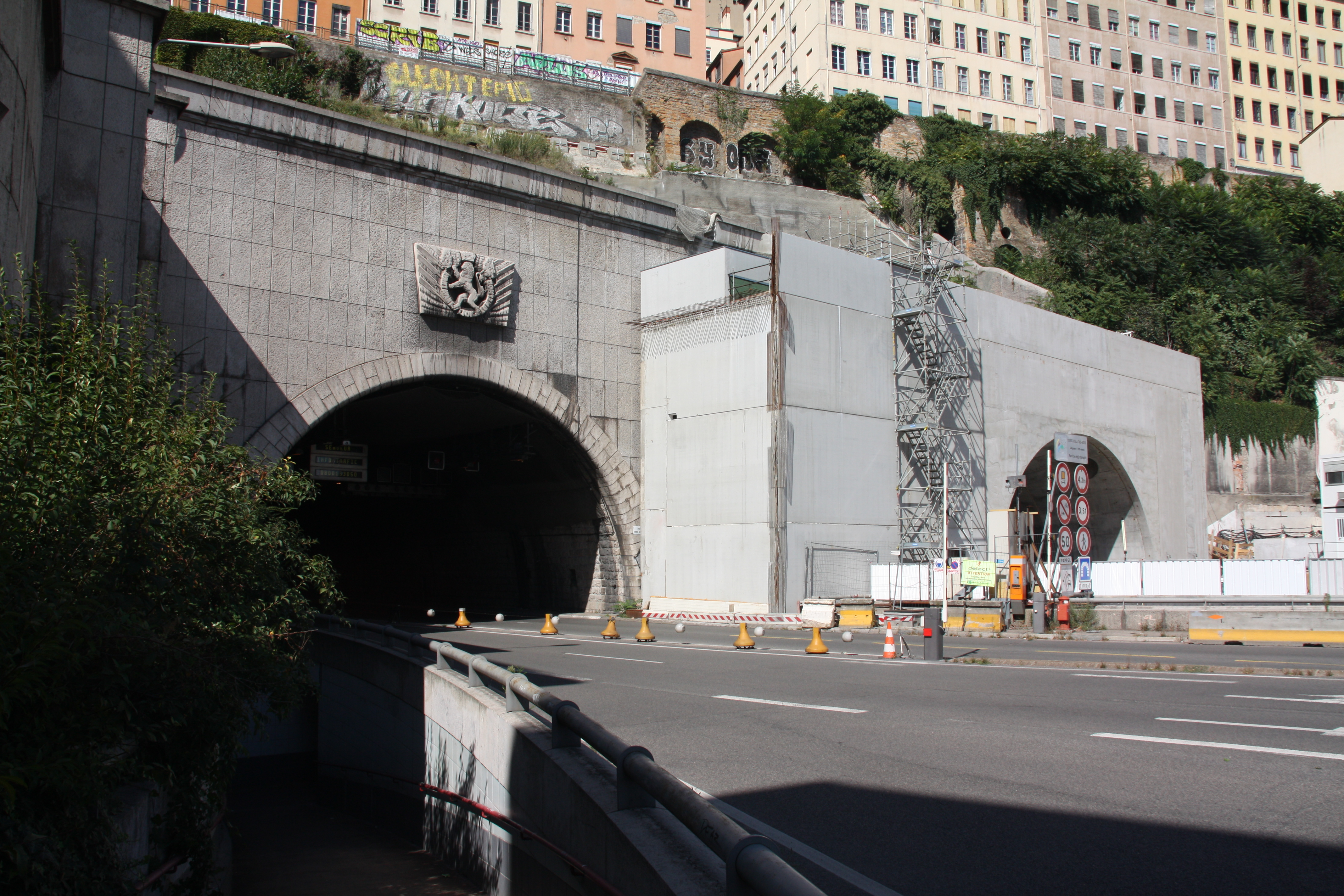
Vue de l'entrée côté Rhône du tube routier avant la réhabilitation, sur la droite on voit l'entrée du nouveau tube.

Les travaux commencent en 2010 pour permettre la réhabilitation du tube d'origine et la création d'un tube supplémentaire dédié aux transports en commun, aux cyclistes et piétons devant être achevé en 2013,. Ce tunnel, ainsi que les galeries d'évacuation le reliant au tunnel existant, sont percés principalement au moyen de 535 tirs d'explosifs effectués à partir de novembre 2010 et achevés le 15 septembre 2011, suivis de la mise en place d'une membrane étanche et du coffrage de la voûte définitive en béton au moyen de coffrages roulants.

Le nouveau tunnel, qualifié de tube modes doux et réservé aux piétons, cyclistes et autobus, est inauguré et ouvert à la circulation le 5 décembre 2013. Un an plus tard, le journal Le Monde parle d'une « traversée magique » qui « prend des allures de voyage intemporel et de déambulation magique » grâce aux scénographies (des séquences animées projetées sur les parois) installées par l'atelier Skertzo.

#### Rénovation du tube existant
En vue de la phase finale des travaux de restauration de l'ancien tube et de l'ouverture du nouveau tube, le tunnel a été fermé le lundi 5 novembre 2012 pour une durée de dix mois. Cette fermeture permet le désamiantage de l'ancien tube : le fibrociment contenu dans les parois du tunnel est remplacé. Le second tube fraîchement terminé est utilisé pour stocker les matériaux nécessaires à cette intervention, ce qui empêche sa mise en service.
Les deux tubes étant fermés, la circulation est rendue difficile dans le centre de Lyon pendant neuf mois.
La chaussée, l'assainissement, la signalisation sont totalement refaits à neuf, le tunnel est également mis aux normes en vigueur : un accès de secours tous les 150 m et une ventilation assurée par les cinq conduits verticaux rénovés débouchant sur le plateau de la Croix-Rousse. Les galeries de secours donnent sur le nouveau tube (modes doux) qui sert ainsi de tube d'évacuation en cas de sinistre.
L'accès du nouveau tunnel routier est toujours limité à 50 km/h et interdit aux poids lourds. Le radar automatique n'a pas été remis en place immédiatement après la rénovation, car il était question de placer un radar tronçon. Cependant, la Préfecture a jugé « infaisable » cette installation et il a été décidé de remettre le radar automatique côté Rhône (et non côté Saône comme avant la rénovation), à l'intérieur du tunnel,.
En janvier 2014, 400 piétons et 1 000 vélos empruntent le tunnel « modes doux » chaque jour de la semaine. Ils sont 1 000 piétons et 2 000 vélos le week-end.

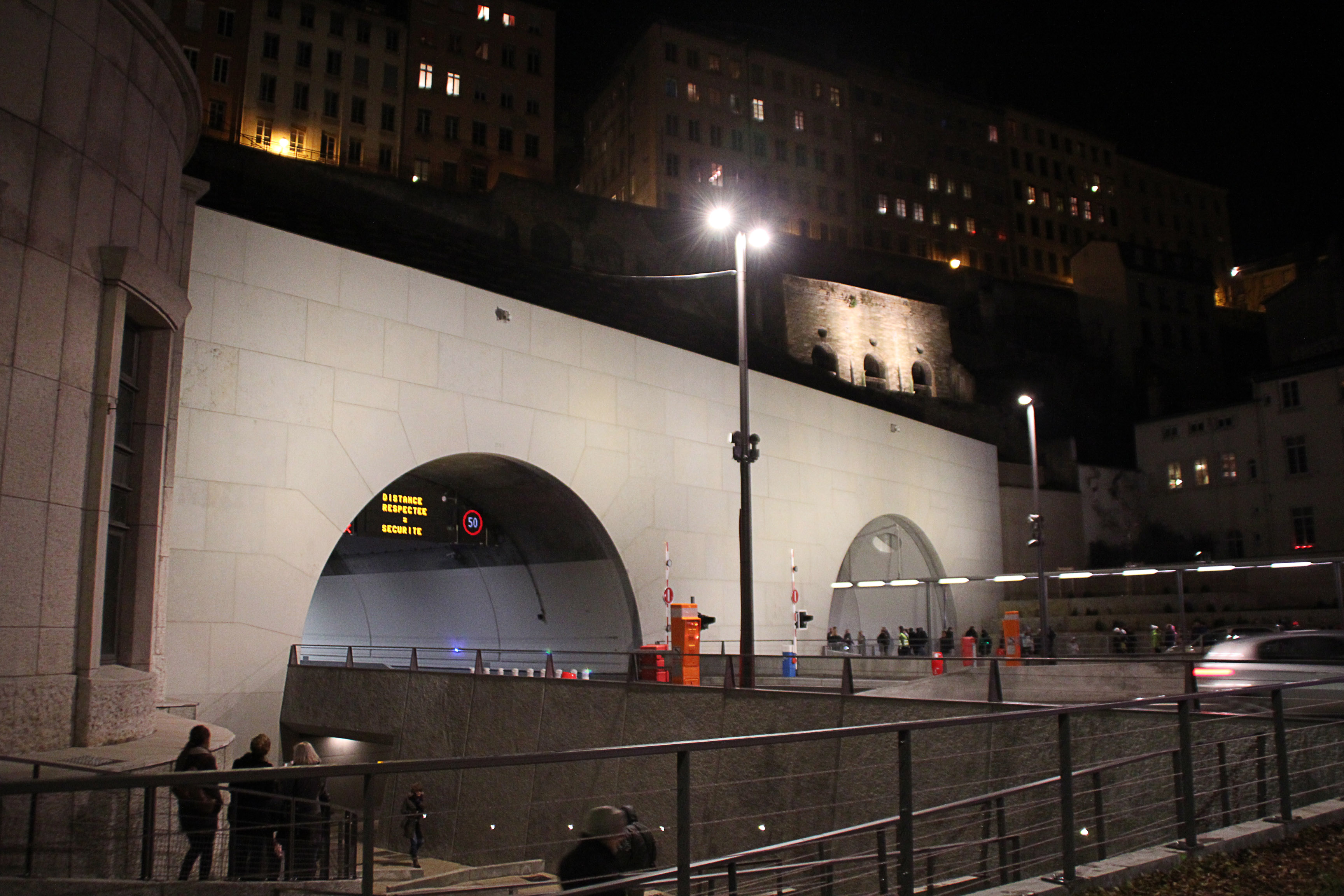
Entrée Est après rénovation.
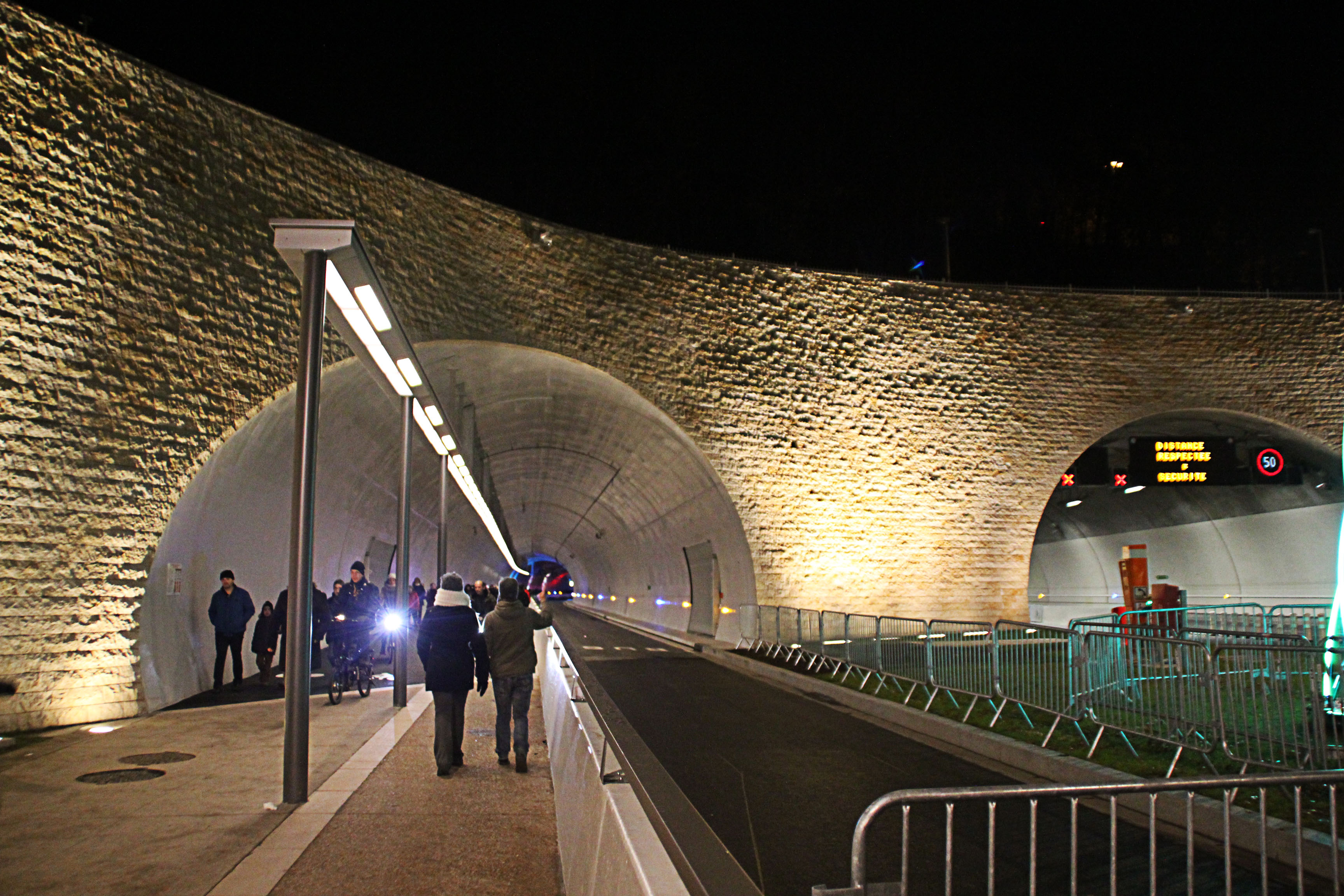
Entrée Ouest après rénovation.
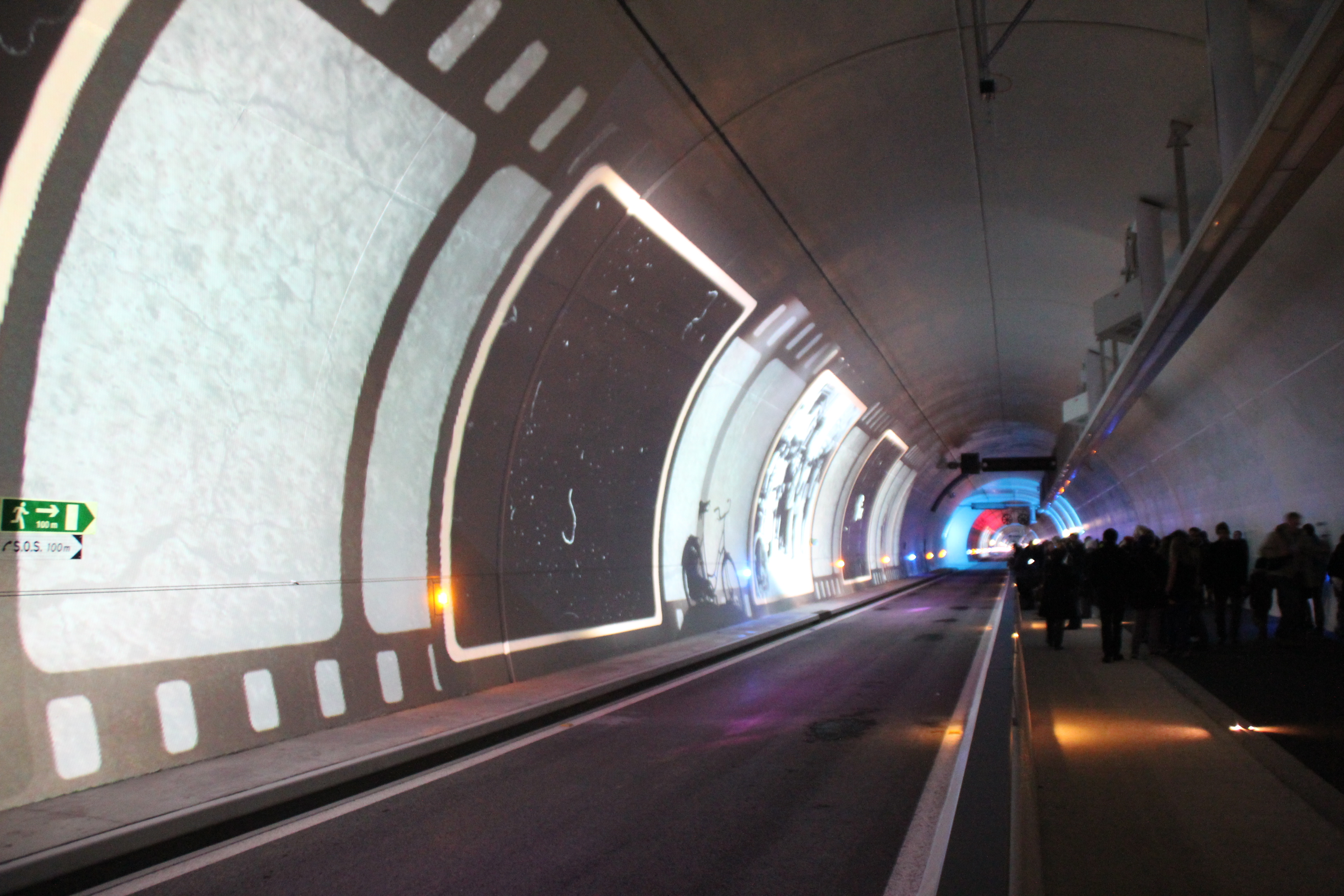
Intérieur du tube « modes doux ».
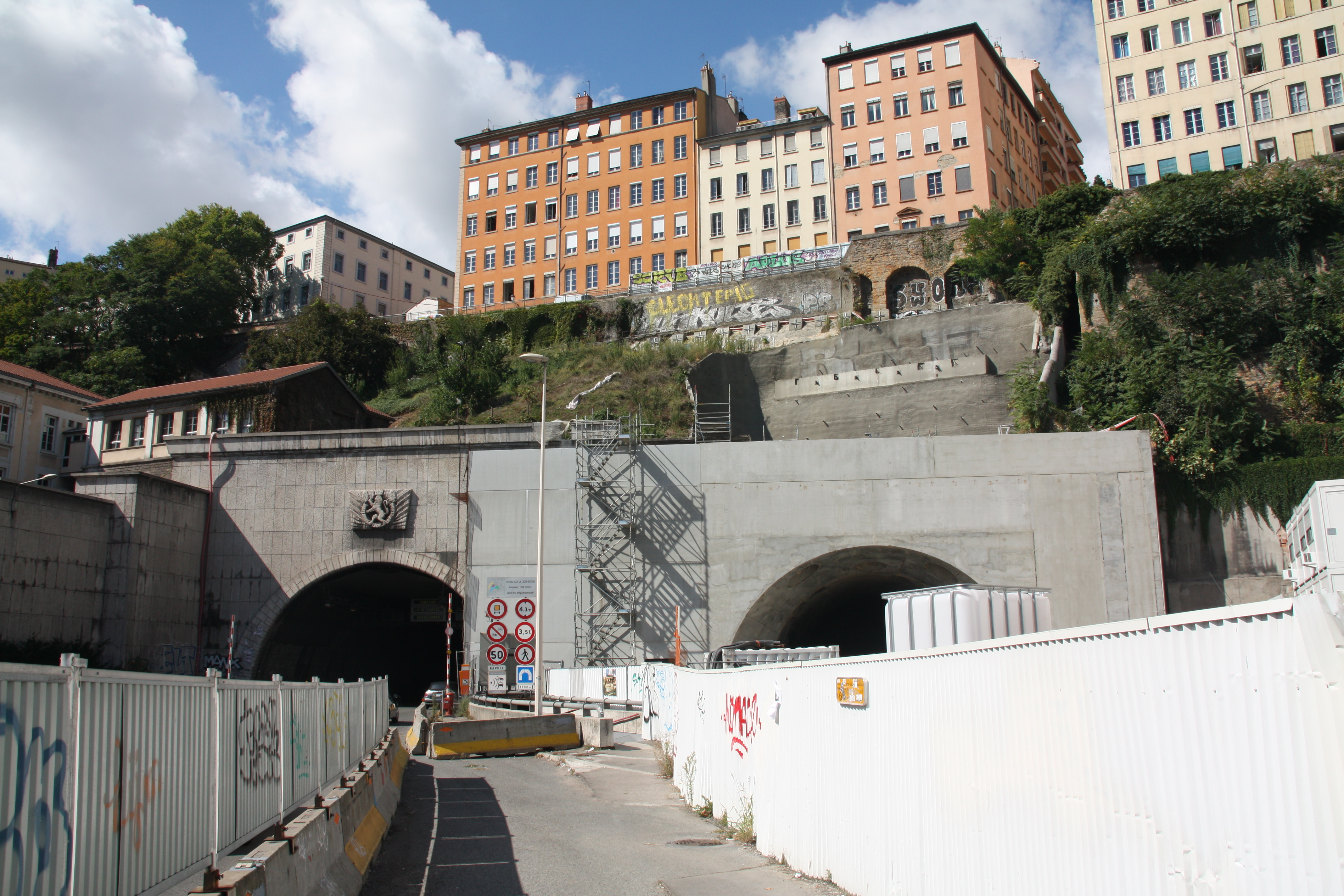
Vue de l'entrée côté Rhône, le tube des modes doux est creusé et le tube routier attend sa rénovation.
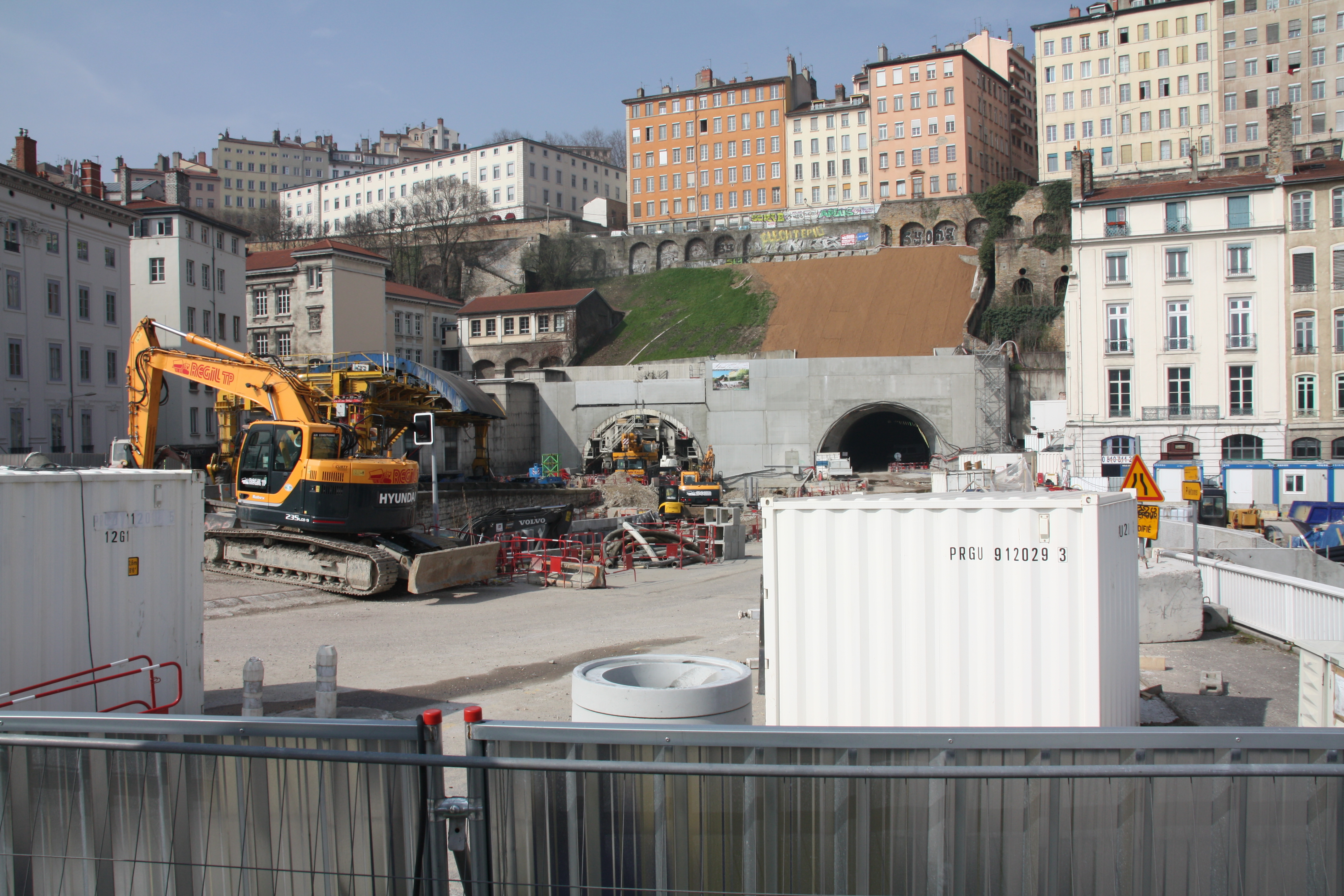
Une autre vue des travaux, cette fois le tunnel routier est en cours de rénovation.
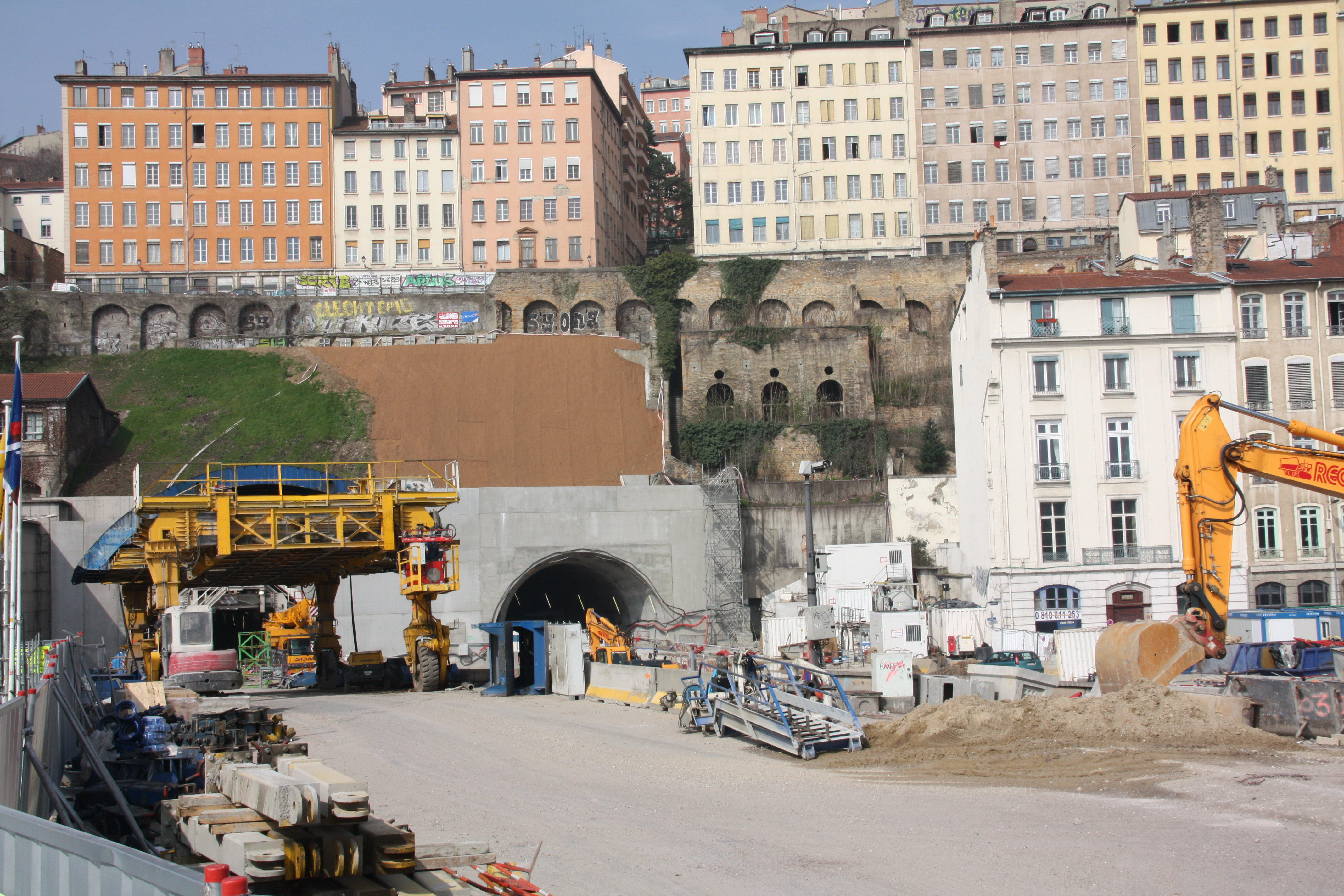
Toujours la même vue mais on aperçoit l'engin de chantier (à gauche, en jaune) permettant de construire la nouvelle voûte.
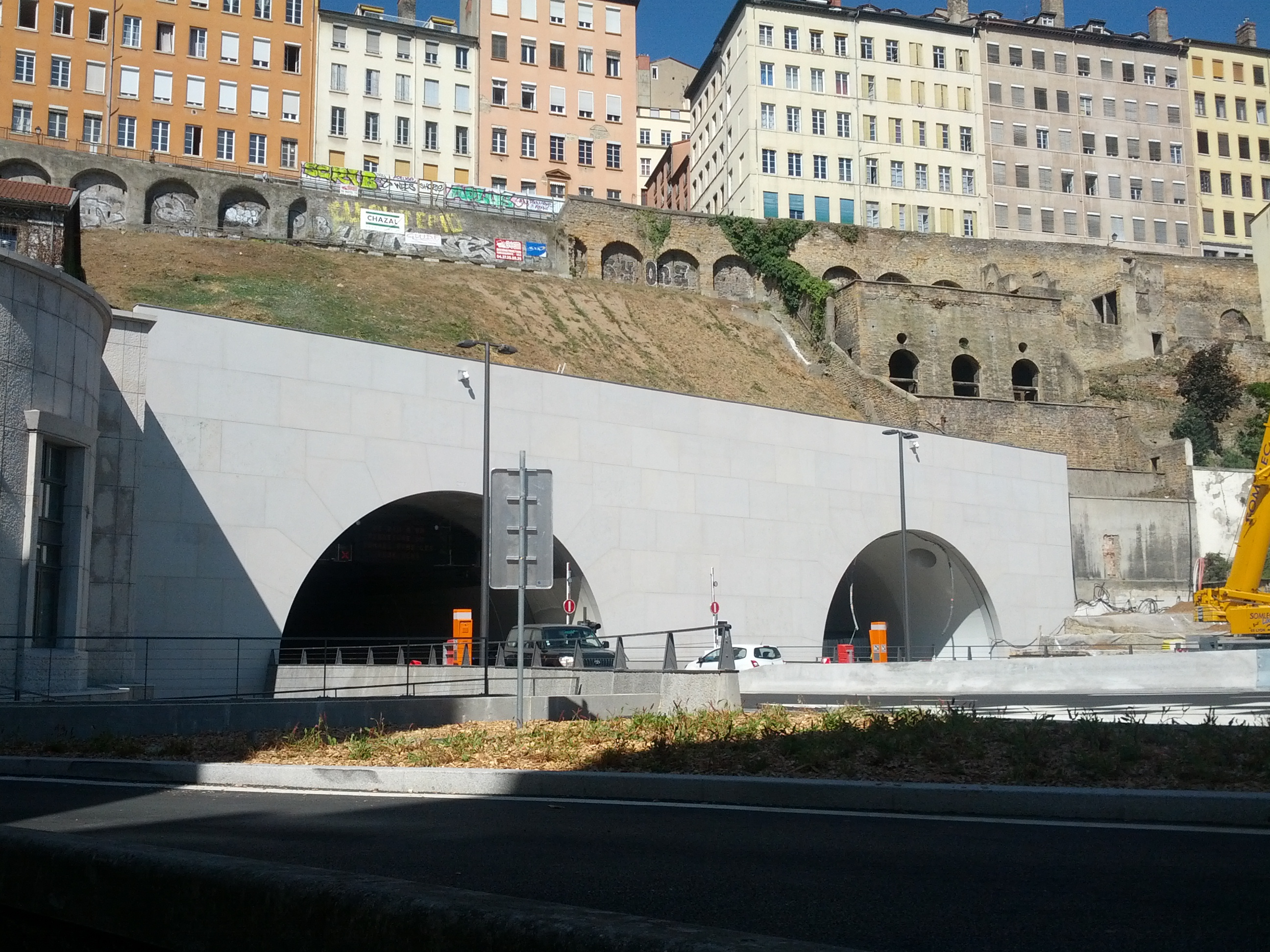
Vue de l'entrée Est (côté Rhône) après les travaux, le tube routier est ouvert à la circulation mais le tube modes doux est encore en construction.

## Caractéristiques techniques
D'une longueur de 1 750 m à l'origine, le premier tunnel (tunnel sud) mesure 14,6 m de large et sa section est un demi-cercle de 14,5 m de diamètre abritant une chaussée de 12 m de large et deux trottoirs de 1,25 mètre.
Il est doublé depuis 1971 par le tunnel de Fourvière, qui relie directement les autoroutes A6 et A7.
Après rénovation, sa longueur est de 1 757 m mais il comporte toujours une chaussée 2x2 voies séparées par un muret central ainsi qu'un petit trottoir de chaque côté.
Le tunnel nord (dit modes doux) possède quatre voies de circulation : une voie centrale pour les piétons, une voie sud  pour les autobus (à sens unique est-ouest, c'est-à-dire pour les autobus allant du Rhône vers la Saône) et deux voies étroites au nord pour les cyclistes, dans les deux sens de la circulation. Une mise en lumière et une ambiance musicale étaient effectives les premières années pour diminuer l'effet anxiogène causé par la traversée à pied d'un tunnel de cette longueur.

## Transport
Le tunnel est emprunté par la ligne C6 qui effectue la liaison entre la Part-Dieu et Écully.
Durant les travaux de rénovation en 2013, la ligne était séparée en deux parties : la partie Ouest entre le côté Ouest du tunnel et Écully, la partie Est entre le côté Est et Part-Dieu.
Depuis l'ouverture du second tube en décembre 2013, la ligne emprunte le tunnel sud (tunnel voitures) dans le sens ouest-est (Saône vers Rhône) et le tunnel nord (tunnel modes doux) dans le sens est-ouest (Rhône vers Saône). Les autobus de la ligne C6 étant motorisés Diesel, leur passage dans le tunnel fait l'objet de critiques du magazine Lyon Capitale,. Ainsi, en 2024, le jury de déontologie publicitaire rend un avis estimant que le recours à l'expression « tubes modes doux » dans une publicité de la métropole de Lyon « manque donc de clarté en ce qu'il est réducteur quant à la fréquentation du tunnel et de nature à induire en erreur le public quant à son utilisation qui n'est pas réservée aux seuls modes doux, comme son nom semble l'affirmer »,. La mise en place d'autobus hybrides est envisagée.

## Sécurité
Les voies du tunnel « modes doux » sont séparées par un terre-plein central, la voie de bus est ainsi isolée de la voie cyclable et piétonne. Au niveau de chaque porte de communication avec le tunnel routier, des portes coulissantes permettent aux piétons et cyclistes de traverser la voie de bus et se rendre dans l'autre tube en cas de sinistre.
Un véhicule électrique dédié à l'ouvrage permet l'intervention rapide des équipes de maintenance et de sécurité.
Un radar pédagogique a été placé en août 2014 dans le tunnel « modes doux » par le Grand Lyon afin de limiter les accidents entre usagers. La vitesse maximale autorisée pour les vélos est de 25 km/h.

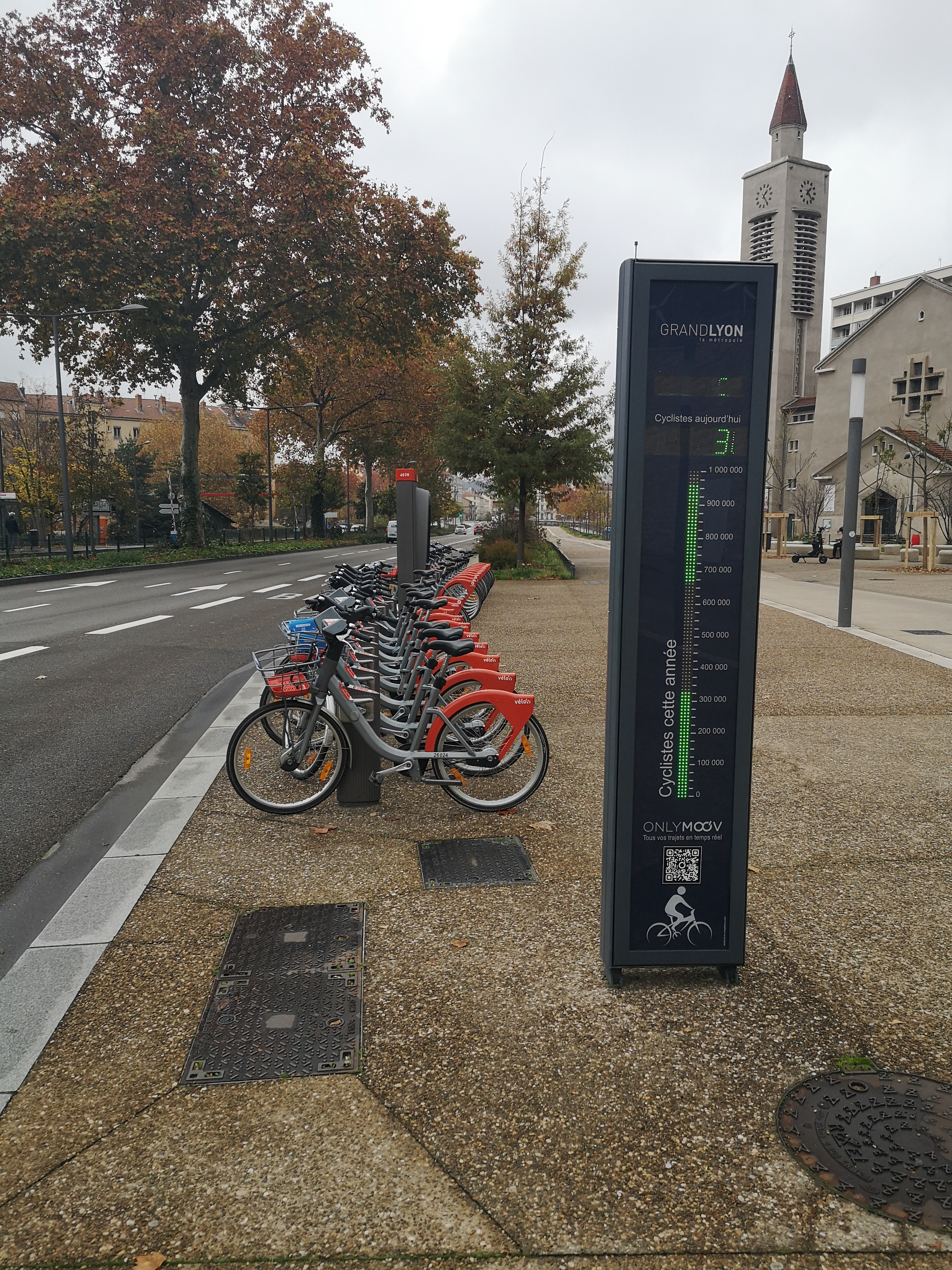
Compteur de passage vélo

En avril 2016, un compteur de passage a été ajouté du côté ouest du tunnel. Il indique le nombre de vélos passant dans le tube « mode doux » : le nombre de vélos par jour et le cumul annuel. Les valeurs constatées sont d'environ 2 000 vélos/jour en semaine et 3 000 vélos/jour le week-end.
Il est à noter que ce compteur n'enregistre que le passage des vélos, les engins de déplacement personnels motorisés ne sont pas pris en compte.
| Année | Cumul de passage vélos | Moyenne par jour | Évolution | Remarque                                |
| ----- | ---------------------- | ---------------- | --------- | --------------------------------------- |
| 2023  | 1 437 072              | 3 937            | + 9 %     |                                         |
| 2022  | 1 313 223              | 3 598            | + 6 %     |                                         |
| 2021  | 1 237 120              | 3 389            | + 25 %    |                                         |
| 2020  | 982 030                | 2 683            | + 12 %    |                                         |
| 2019  | 877 228                | 2 403            | + 9 %     |                                         |
| 2018  | 797 646                | 2 185            | + 12 %    |                                         |
| 2017  | 704 469                | 1 930            | + 30 %    |                                         |
| 2016  | 492 840                | 1 819            |           | année partielle (installé en mars 2016) |

Olivier Razemon, spécialiste des transports et auteur d'un blog hébergé par Le Monde, parle en décembre 2014 d'un « succès ambigu » après la première année de service du tunnel « modes doux ». Pour lui, « les autorités lyonnaises ont privilégié l'option » d'un concept artistique « flamboyant » au détriment des conditions de son usage quotidien par les cyclistes. L'article évoque des « éclairages insuffisants », les anamorphoses et autres kaléidoscopes nuisant à la sécurité des utilisateurs, des conflits d'usages entre certains piétons en promenade, les bus (bénéficiant d'une voie réservée) et des cyclistes parcourant le tunnel pour se déplacer efficacement, mais aussi des événements qui empêchent certains jours son utilisation.

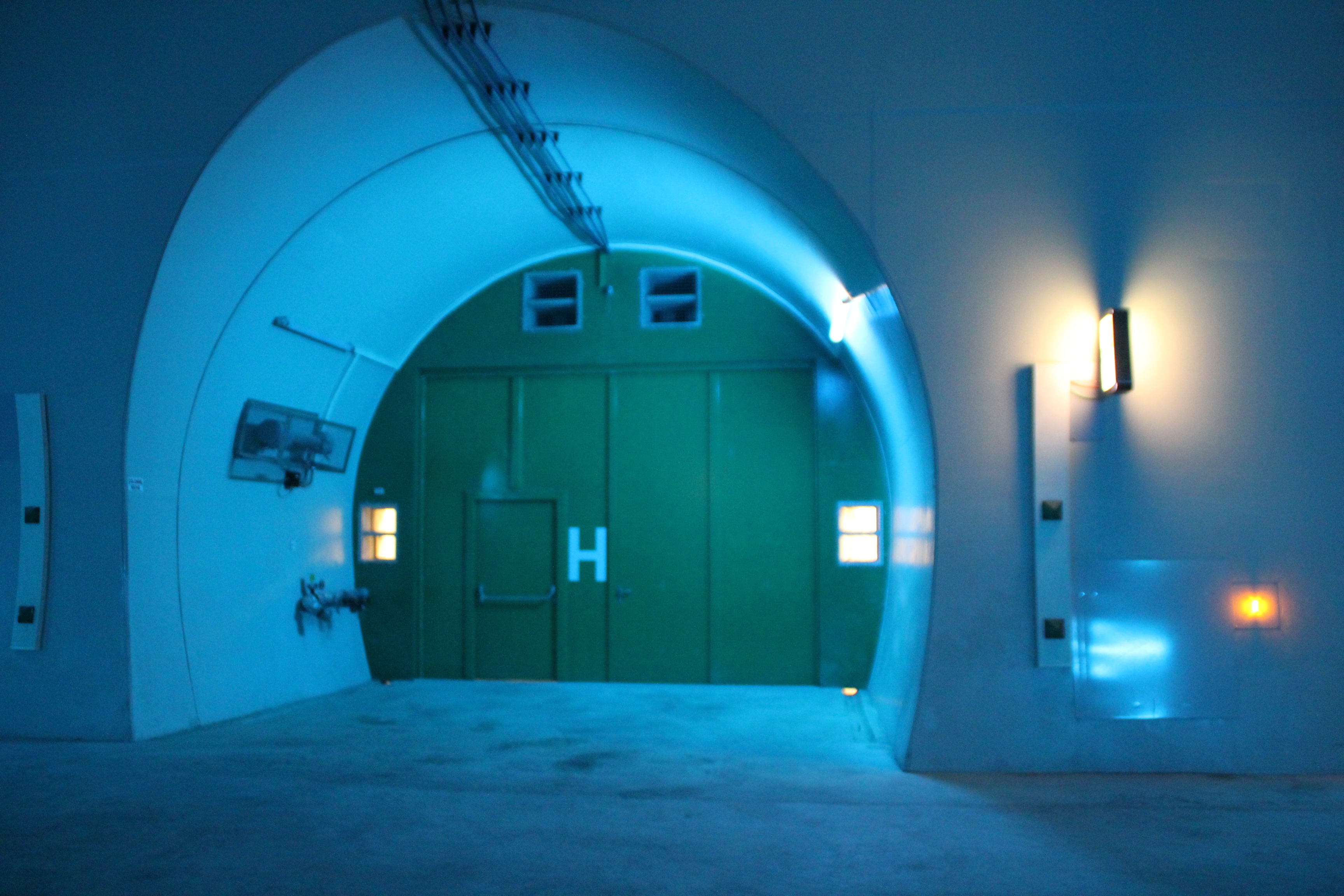
Porte de communication entre les deux tubes.
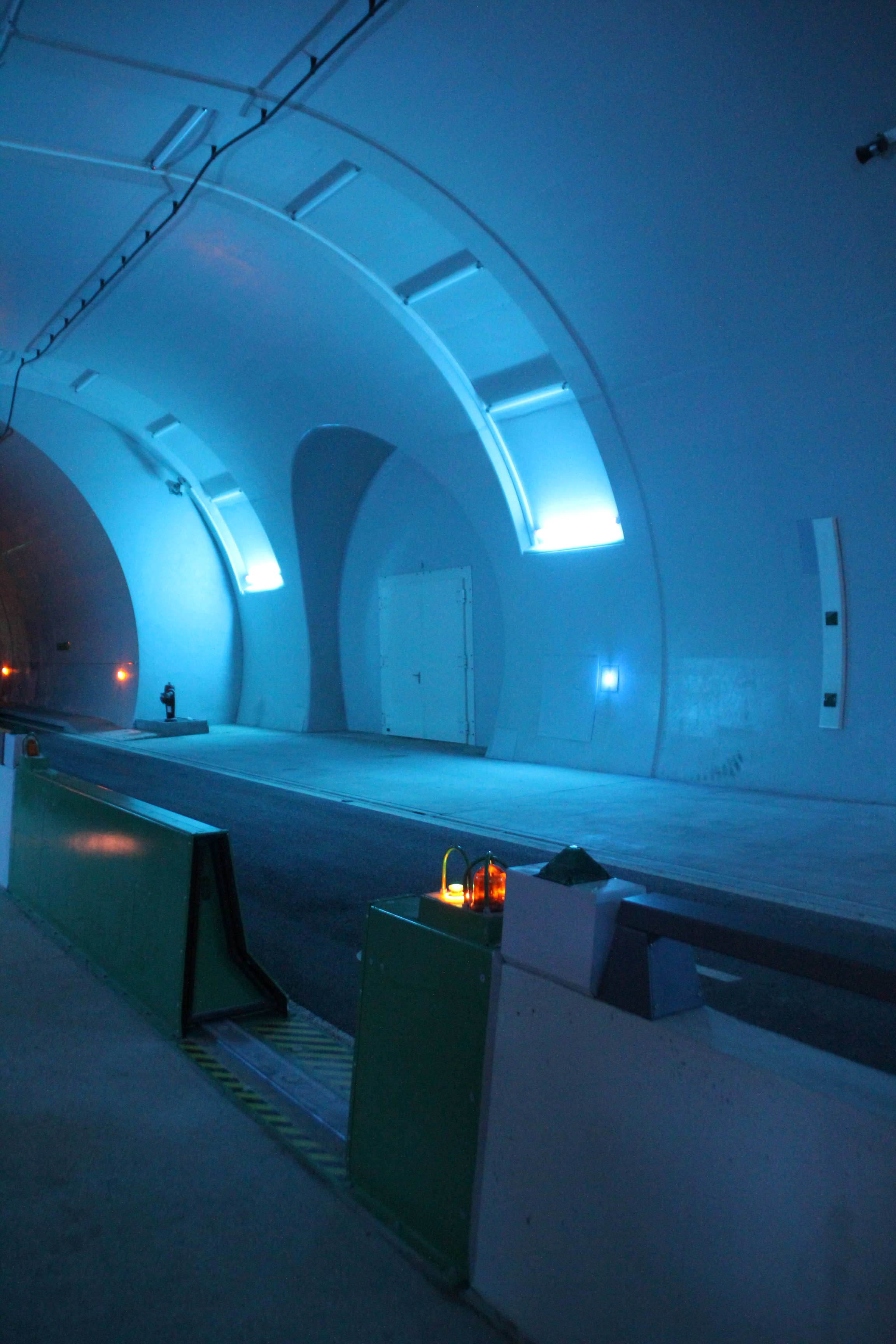
Porte rétractable séparant la voie de bus des autres voies dans le tube « modes doux ».
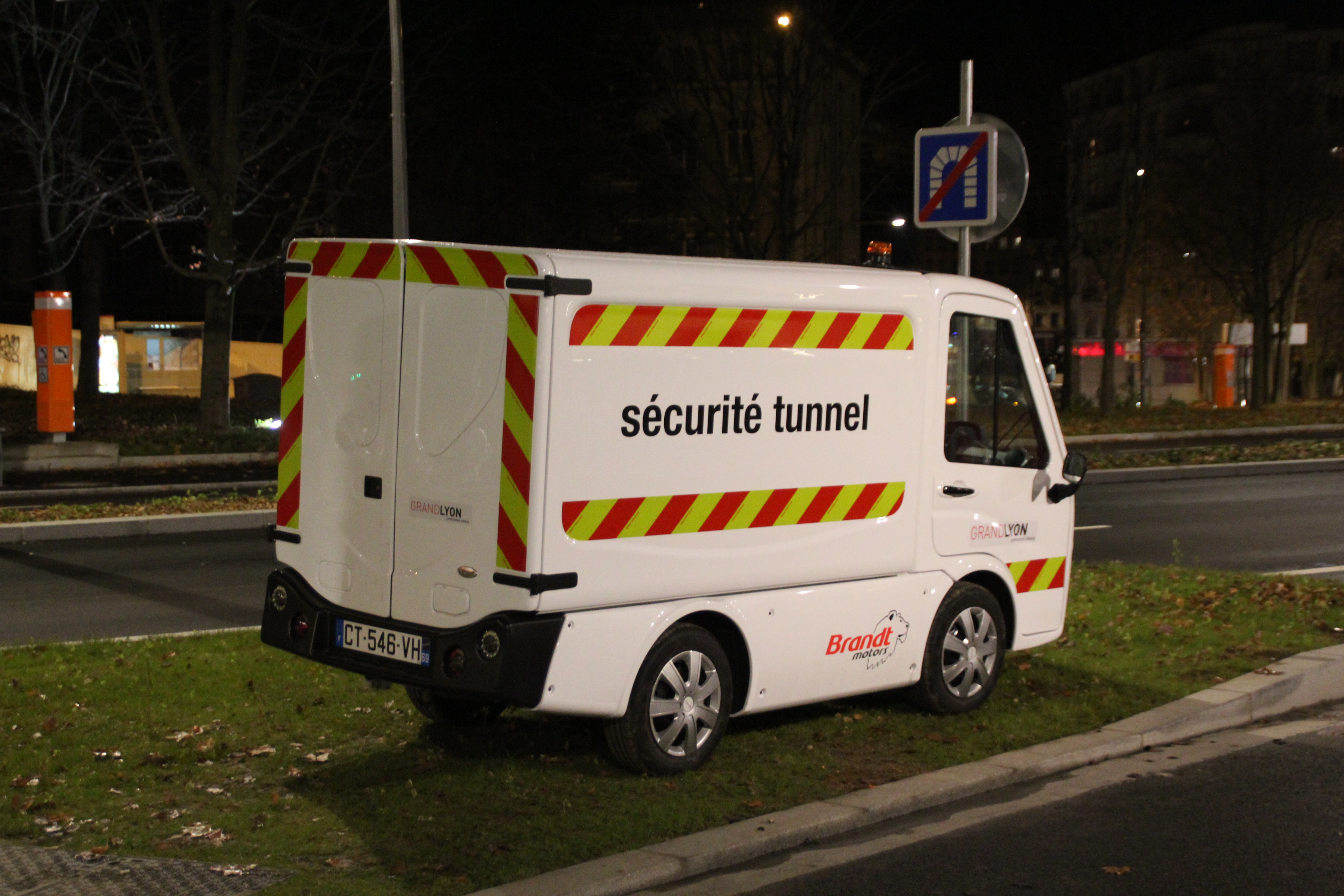
Patrouilleur « Sécurité Tunnel ».